# 로재나 아켓
로재나 아켓(영어: Rosanna Arquette, 1959년 8월 10일 ~ )은 미국의 배우, 영화 감독, 영화 프로듀서이다.

## 출연 작품
- 청춘 낙서 2 (1979)
- 수잔을 찾아서 (1985) - 로버타 글래스 / 수잔 역
- 실버라도 (1985)
- 특근 (1985) - 마시 프랭클린 역
- 그랑블루 (1988) - 조해나 베이커 역
- 뉴욕 스토리 (1989)
- 탈주자 (1993)
- 펄프 픽션 (1994) - 조디 역
- 크래쉬 (1996) - 가브리엘 역
- 버팔로 66 (1998) - 웬디 발삼 역
- 나인 야드 (2000)
- 아메리칸 파이 7: 사랑의 금서 (2009)
- 드래프트 데이 (2014)
- 러브송 (2016)
- 빌리어네어 보이즈 클럽 (2018)